# Trentuno (gioco)
Trentuno è un gioco di carte italiano simile a Mambassa e alla Petrangola, tipicamente natalizio per giocare piccole somme di denaro. Nel caso il giocatore che detiene il banco abbia lo stesso punteggio di un altro giocatore, il giocatore che uscirà sarà esclusivamente quello che non detiene il banco.

## Il mazzo e il numero di giocatori
Si gioca normalmente con un mazzo da 40 carte (piacentine, napoletane, ecc.) con i classici quattro "semi" italiani: coppe, denari, bastoni e spade. In mancanza delle carte italiane è possibile utilizzare anche quelle francesi togliendo gli 8, i 9, i 10 e i jolly.
Il numero di giocatori può variare da un minimo di 4 fino a un massimo di 7 (se si gioca con un solo mazzo).

## Regole del gioco

### Valore delle carte
Le carte dal 2 al 7 valgono il valore nominale; tutte le figure (fante, cavallo e re) valgono 10, mentre l'Asso vale 11.

### Scopo del gioco
È un gioco a eliminazione. Al termine della partita un solo giocatore vincerà l'intera posta in palio (piatto).
Infatti per ogni tornata di gioco ("mano") chi ha in mano il punteggio più basso delle tre carte complessive con seme uguale perde una delle sue puntate ("vite") che va a incrementare il piatto.

### Puntate iniziali
Inizialmente ogni giocatore prepara davanti a sé tre puntate dello stesso valore (ad esempio 50 cent), che rappresentano le vite da difendere durante il gioco. Chi le perde tutte esce dal gioco procedendo a eliminazione. L'ultimo rimasto vince la partita e "il piatto".

### Scelta del mazziere
È sempre consigliabile procedere nel modo seguente: ogni giocatore alza il mazzo scoprendo una carta e colui che ha la carta più alta fa appunto il mazziere nella prima mano. A ogni mano successiva il ruolo passa al giocatore a fianco, in senso antiorario.

### Distribuzione delle carte
Il mazziere, mischiate le carte, fa "tagliare" il mazzo dal giocatore alla sua destra dopodiché, in senso orario, dà tre carte coperte a ciascun giocatore compreso sé stesso. Infine posiziona le carte rimanenti (il "tallone") al centro del tavolo scoprendo soltanto una carta che incomincia a formare la pila degli scarti. Una volta distribuite le carte a tutti i giocatori, il mazziere bussa sulla superficie dove si sta giocando e gli altri giocatori possono toccare la carta. Nel caso un giocatore dovesse toccare la carta senza che il mazziere abbia prima bussato, perde una vita e la ripone al centro.

### Svolgimento del gioco
Il giocatore di turno (incominciando da quello alla destra del mazziere) può decidere se pescare la carta coperta in cima al mazzo o prendere la carta scoperta in cima alla pila degli scarti. Le carte, come detto, per essere combinate tra loro devono essere dello stesso seme. Per esempio se in mano abbiamo: asso di Denari, asso di Bastoni e un re di Spade il nostro punteggio massimo è di 11 perché possiamo utilizzare un solo seme. Mentre se abbiamo in mano asso, re e fante di Coppe, il nostro punteggio è di 31 punti. Quando un giocatore fa 31 si interrompe la mano mostrando le proprie carte, anche se fa trentuno nel primo giro. In questo caso tutti gli altri giocatori perdono una delle puntate residue che andranno a incrementare "il piatto". In caso di parità perde chi bussa per primo.

#### Osservazioni
- Un'interpretazione della pescata che rende il gioco più difficile è scartare prima di pescare dal mazzo. Attenzione le carte e il giro delle figure (8,9,10) rimane quasi invariato se si pesca prima o se si scarta prima la carta pescata dal mazzo. Il punteggio viene comunque deciso da una strategia semplice del giocatore e da una buona dose di fortuna.

### Per tornare in vita
Nel caso ci sia almeno un morto, la procedura è questa: i morti (o il morto) hanno la possibilità di rientrare attraverso una scommessa, una vita aggiuntiva. Tutti gli scommettitori si accorderanno su un numero da 2 a 31. Nel caso in cui il numero scelto corrisponderà al punteggio più basso del turno successivo, verrà sorteggiato uno scommettitore che rientrerà in gioco utilizzando la vita scommessa. Il montepremi aumenterà tanto quante sono state le scommesse perse e vinte. Questa procedura vale fino a quando ci sono almeno tre giocatori in vita. Se i due finalisti con una vita fanno lo stesso punteggio con lo stesso seme tornato tutti in vita con una vita e i due finalisti vengono eliminati.

### Bussare
Bussare per primo non pone nessuna squalifica o perdita di punti. Non è indispensabile fare 31 affinché termini la mano, anche perché non è poi così semplice da realizzare; si può bussare in qualsiasi momento della partita con qualsiasi punteggio. Il più delle volte la mano termina quando un giocatore, ritenendo di avere un buon punteggio, nel proprio turno rinuncia a pescare e decide di "bussare". Il giocatore che "bussa" pone nel mazzo degli scarti la carta che avrebbe potuto pescare. La bussata (sul tavolo) è un segnale per avvertire gli altri partecipanti che quello in corso è l'ultimo giro. La mano infatti termina al mazziere. È impossibile effettuare la "bussata" alla prima mano e dopo che il giocatore precedente ha scartato una figura. Dopo la "bussata" perde una posta chi ha il punteggio minore. Inoltre uno dei vantaggi del bussare è che si è coperti da un eventuale 31.

#### Osservazioni
- Se il punteggio più basso è condiviso da più giocatori, questi perderanno una posta ciascuno; in caso di riserva rientrano tutti i giocatori. Se nella bussata c'è uno spareggio con chi ha bussato e un altro giocatore, perde chi ha bussato.
- Chi ha 31, senza bussare, può girare le carte. Tutti pagano indistintamente, tranne chi ha bussato.

## Casi particolari
Può accadere che gli ultimi due giocatori rimasti con una sola vita a testa scoprano lo stesso punteggio. In questo caso, rientrano tutti i giocatori, anche quelli già eliminati, con una sola vita e si continua il gioco con una sola vita.
Nel caso in cui uno dei due giocatori possiede due o più vite, si sottrae una vita a entrambi i giocatori.
Nel caso in cui si voglia non pescare ne bussare si gira la prima carta del mazzo.
Dopo la "bussata" la pescata dal mazzo si dovrebbe interrompere al cartante del giro in corso. Per non favorire nessun giocatore e far sì che tutti i giocatori abbiano le stesse possibilità di pesca.
Se si fa 31 alla prima e alla seconda mano si ricomincia il giro distribuendo le carte un'altra volta.
In caso si abbia un 3 e un 5 dello stesso seme il punteggio totale è di 30 e mezzo (solo nella versione di Servigliano)